# 보니 맥버드
보니 맥버드(Bonnie MacBird)는 미국의 배우, 각본가, 영화배우이다.
샌프란시스코에서 태어났다.

## 영화
- 서든 데쓰 (2010년)
- 트론: 새로운 시작 (2010년)
- 트론 (1982년)